# آرارانگو
آرارانگو (به پرتغالی: Araranguá) یک شهرداری در برزیل است که در سانتا کاتارینا واقع شده‌است. آرارانگو ۳۰۳٫۷۹۹ کیلومتر مربع مساحت و ۶۸٬۸۶۷ نفر جمعیت دارد و ۱۳ متر بالاتر از سطح دریا واقع شده‌است.